# СМС ПЗХЛ
СМС ПЗХЛ — польский хоккейный клуб из города Сосновец. Домашней ареной клуба является стадион Зимний стадион МОСиР вместимостью 4000 человек. Фактически клуб является школой для молодых польских хоккеистов. 

## История

Прежний логотип клуба

В 1994 году по инициативе польского хоккейного союза в Сосновце была создана хоккейная академия. С 1994 по 1998 года команда академии выступала в высшей польской лиге. С 1998 года клуб играет во второй по силе лиге Польши. В настоящее время в первой лиге выступает также дубль команды - СМС ПЗХЛ 2.